# Mishael Abbott
Mishael Abbott (Jefferson City, 21 giugno 1981) è una pilota automobilistica statunitense.
Inizia la sua carriera nei kart in Florida e diventa la prima ragazza a vincere il Superkarts! USA.
Si diploma alla scuola per piloti di Lyn St. James  e nel 2000 vince il Kara Hendrick Scholarship. La partecipazione nella Skip Barber Formula Dodge e alle USAC Midget series la portano all'automobilismo professionistico.
Nel 2001 effettua dei test con un'auto della Formula Mazda e ottiene tempi tanto buoni da guadagnarsi un ingaggio. Ad ottobre finisce, nella sua prima gara nella categoria, nei primi 5 alla Mid-Ohio Sports Car Course, in un campionato regionale SCCA.
Nel 2002 guida la sua prima auto ufficiale in Formula Mazda, correndo le corse dello Star Mazda Series North American Championship e le gare nazionali e regionali SCCA. Queste esperienze la proiettano verso la  American Le Mans Series e la Indy Racing League (IRL).
Il 2003 e il 2004 sono anni in cui la Abbott continua a gareggiare in Formula Mazda, nello Star Mazda Series East Championship e in eventi selezionati del circuito SCCA. Nel 2003 coglie tre podi e viene proclamate Pilota maggiormente progredito dello Star Mazda EAST Championship Series. Nel 2004 prende parte alla June Sprints e vince il suo primo evento nazionale SCCA alla Virginia International Raceway.
Nel 2005 Mishael ha guidato una Dallara per la Hemelgarn Johnson Motorsports nelle I Indy Racing League Menards Infiniti Pro Series. Diventa la prima donna a competere in quella categoria quando si qualifica con il quarto tempo allo Homestead-Miami Speedway in marzo. Diviene anche la prima donna a competere all'Indianapolis Motor Speedway. Disputa alcune gare anche in Formula Mazda nello Star Mazda East Championship.  Vince poi il Sonoco Hard Charger Award all'SCCA Formula Mazda National Championship Runoffs.